# Цангла
Цангла (или Шарчоп-кха) — один из тибетских языков, распространённый в Бутане и восточном Тибете и частично в Непале (у малочисленного народа шарчоб). На данном языке говорит около 156 000 человек.
Цангла наиболее распространён в восточном Бутане. Там он относится к основным языкам и на нём говорит 25-30 % населения. В соседних странах этот язык также встречается, но иногда имеет другие названия. Например в северо-восточной части Индии он называется калактанг монпа и на нём разговаривают 10-12 тысяч человек.
Этот язык распространён у народа шарчоб, обитающего в Тибете, Непале и Бутане. Для них это основной язык, который они учат с рождения.